# Daniel Marcy

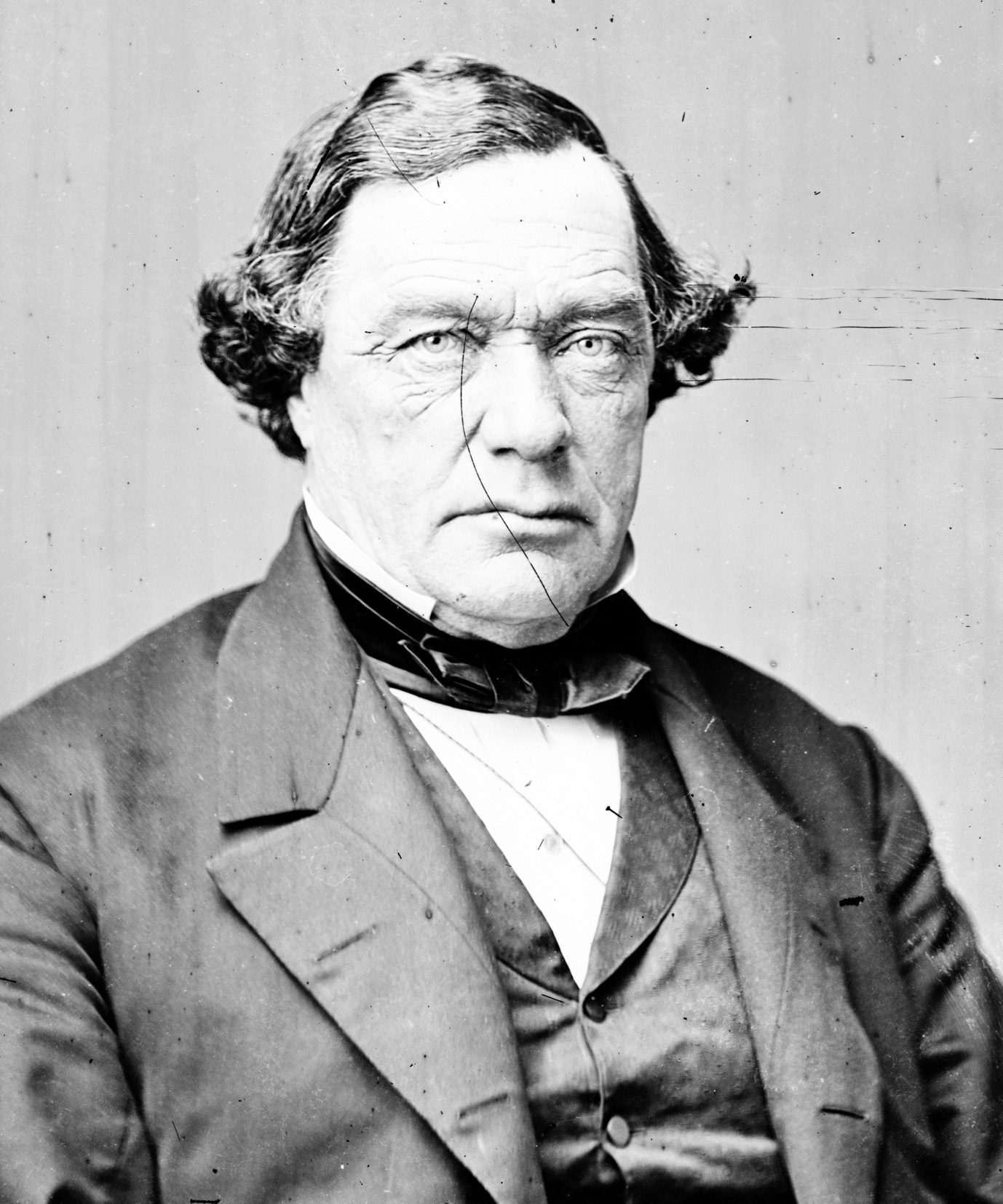
Daniel Marcy

Daniel Marcy (* 7. November 1809 in Portsmouth, Rockingham County, New Hampshire; † 3. November 1893 ebenda) war ein US-amerikanischer Politiker. Zwischen 1863 und 1865 vertrat er den Bundesstaat New Hampshire im US-Repräsentantenhaus.

## Werdegang
Daniel Marcy besuchte die öffentlichen Schulen seiner Heimat und fuhr dann als Matrose zur See. Später stieg er in das Schiffbaugeschäft ein und begann eine politische Laufbahn. Er wurde Mitglied der Demokratischen Partei. Zwischen 1854 und 1857 war er Abgeordneter im Repräsentantenhaus von New Hampshire; zwischen 1857 und 1858 gehörte er dem Staatssenat an. In den Jahren 1858 und 1860 kandidierte er jeweils erfolglos für den Kongress.
1862 wurde Marcy dann aber im ersten Distrikt von New Hampshire in das US-Repräsentantenhaus in Washington, D.C. gewählt, wo er am 4. März 1863 die Nachfolge des Republikaners Gilman Marston antrat. Da er aber bereits bei den folgenden Wahlen im Jahr 1864 gegen Marston verlor, musste er sein Mandat am 3. März 1865 wieder an seinen Vorgänger abgeben. Seine Zeit im Kongress war von den Ereignissen des Bürgerkrieges überschattet. Damals wurde der Staat West Virginia gegründet und in die Union aufgenommen. Ein Jahr später, im Jahr 1864, trat auch Nevada der Union bei.
In den Jahren 1871 und 1872 war Marcy nochmals Mitglied des Senats von New Hampshire, danach hat er kein weiteres bedeutendes politisches Amt mehr ausgeübt. Er starb am 3. November 1893 in seinem Geburtsort Portsmouth.